# Ivan Buchinger
Ivan Buchinger (ur. 14 lutego 1986 w Gabčíkovie) – słowacki zawodnik mieszanych sztuk walki (MMA) węgierskiego pochodzenia. Były mistrz Cage Warriors w wadze lekkiej (2013–2014), były dwukrotny mistrz M-1 Global w wadze piórkowej (2014-2016, 2017). Aktualnie związany z Oktagon MMA, w której jest byłym mistrzem w wadze lekkiej (2021-2022) i piórkowej (2021).

## Kariera MMA

### Wczesna kariera
W mieszanych sztukach walki zadebiutował w 2008 pokonując Ivana Rodriguesa. W latach 2008–2010 walczył głównie w kraju notując imponujący bilans 17 zwycięstw i tylko 2 porażek. W tym czasie pokonywał m.in. Rosjan Majrbieka Tajsumowa i Magomiedrasuła Chasbułajewa oraz Polaka Michała Elsnera, a przegrywał z Siergiejem Golajewem. 

### Cage Warriors
Od 2011 do 2013 toczył pojedynki na lokalnych turniejach Heroes Gate oraz dla czołowej w Europie organizacji Cage Warriors, gdzie 31 grudnia 2012 przegrał walkę o pas mistrzowski CW z Irlandczykiem Conorem McGregorem. Porażkę o tytuł powetował sobie równy rok później 31 grudnia 2013 odbierając ówczesnemu mistrzowi CW pas w kategorii lekkiej Stevenowi Rayowi, którego poddał w czwartej rundzie. Tytułu nie zdołał obronić gdyż na początku 2014 związał się z rosyjską organizacją M-1 Global.

### M-1 Global
W debiucie na rosyjskiej ziemi 4 kwietnia 2014 pokonał przed czasem w rewanżowym starciu Golajewa. 17 października tego samego roku znokautował w czwartej rundzie Turała Ragimowa zostając mistrzem M-1 w wadze piórkowej. 
10 maja 2015 obronił tytuł w starciu z ówczesnym mistrzem M-1 wagi lekkiej, Francuzem Mansourem Barnaoui, z którym zwyciężył jednogłośnie na punkty.
Tytuł rosyjskiej organizacja stracił 9 grudnia 2016 na rzecz Magomieda Idrisowa, który znokautował go w 1. rundzie i odebrał pas.
15 czerwca 2017 podczas M-1 Challenge 80 w chińskim Harbin pokonał Rosjanina Timura Nagibina w czwartej rundzie przez poddanie i ponownie zdobył pas M-1 wagi piórkowej, zwakowany wcześniej przez Idrisowa. 
24 listopada 2017 na M-1 Challenge 86 przegrał z Inguszem Chamzatem Dalgijewem przez nokaut w pierwszej rundzie, tracąc ponownie mistrzostwo M-1.

### Walki w czechach i występ dla KSW
27 grudnia 2018 w Pradze w walce o tytuł organizacji XFN wagi piórkowej pokonał Litwina Sergeja Grečicho przez poddanie w czwartej rundzie.
7 grudnia 2019 roku zadebiutował dla polskiej organizacji KSW. Podczas gali KSW 52: The Race przegrał jednogłośnie na punkty w walce o tymczasowy pas mistrzowski KSW w wadze piórkowej z mistrzem Salahdinem Parnassem.

### Oktagon MMA
31 stycznia 2021 podczas gali Oktagon 21 stoczył pojedynek o pas mistrzowski w wadze lekkiej dla czesko-słowackiej organizacji Oktagon MMA, rywalem „Bukiego” został Ronald Paradeiser. Pojedynek już w pierwszej rundzie zwyciężył Buchinger, poddając rywala duszeniem zza pleców oraz zdobywając mistrzostwo w wadze lekkiej.
11 września 2021 na gali Oktagon 27 zdobył kolejny pas, tym razem kategorii piórkowej, wygrywając pojedynek z Vojto Barboríkiem przez decyzję jednogłośną.
4 grudnia 2021 podczas gali Oktagon 29 miał zawalczyć po raz trzeci z rzędu o pas mistrzowski innej kategorii wagowej (tym razem wagi półśredniej), jednak nie doszło do starcia z aktualnym mistrzem – Davidem Kozmą.
4 czerwca 2022 na Oktagon 33 stracił pas wagi lekkiej, gdzie przegrał przez techniczny nokaut z niepokonanym Losene Keitą.
Podczas Oktagon 45, które odbyło się 29 lipca 2023 pokonał przez techniczny nokaut w drugiej rundzie Francuza,  Abou Tounkara.
Następnie 7 października 2023 na Oktagon 47 zwyciężył przez TKO w drugiej odsłonie z reprezentantem Czech, Jakubem Dohnalem.
9 grudnia 2023 podczas Oktagon 50 przystąpił do walki o wakujący pas mistrzowski Oktagon MMA w wadze lekkiej, mierząc się w walce rewanżowej ze swoim rodakiem, Ronaldem Paradeiserem. Tym razem Buchinger musiał uznać wyższość swojego rywala, który pokonał go przez techniczny nokaut w trzeciej rundzie. 
Po ostatniej porażce stoczył jednorazową walkę dla federacji Professional Muaythai League. 24 maja 2024 na jubileuszowej, dziesiątej gali PML pokonał przez techniczny nokaut w drugiej rundzie reprezentanta Brazylii, Paulo Suriana.
Dwa miesiące później na gali Oktagon 59: Summer Party, która odbyła się 20 lipa 2024 w Bratysławie, zastąpił kontuzjowanego Vojto Barboríka i zmierzył się z Łukaszem Rajewskim. W drugiej rundzie poddał duszeniem Polaka.
Na kolejnej, 60-tej edycji gali Oktagon, w dniu 7 września 2024 w Oberhausen zmierzył się z debiutującym w organizacji Niemcem pochodzenia czeczeńskiego, Lom-Ali Eskijewem. Przegrał przez nokaut w końcówce pierwszej rundy. Starcie było walką wieczoru i zwieńczeniem wydarzenia.
9 listopada 2024 podczas walki wieczoru gali Oktagon 63 stoczył walkę z Niemcem, Hafeni Nafuką. W drugiej rundzie znokautował młodszego rywala uderzeniami. Po walce otrzymał od organizacji swój pierwszy bonus za występ wieczoru.
14 czerwca następnego roku, na gali Oktagon 72: Vémola vs. Végh 3 w Pradze skrzyżował rękawice z Vladimírem Lengálem. Pod koniec drugiej rundy poddał Czecha duszeniem zza pleców.

## Osiągnięcia

### Mieszane sztuki walki
- Heroes Gate
  - 2011: mistrz Heroes Gate w wadze lekkiej
- CAGE MMA Finland
  - 2010–2011: mistrz CAGE w wadze lekkiej
- Cage Warriors
  - 2013–2014: mistrz Cage Warriors w wadze lekkiej
- M-1 Global
  - 2014–2016: mistrz M-1 Global w wadze piórkowej
  - 2017: mistrz M-1 Global w wadze piórkowej
- X Fight Nights
  - 2018: mistrz XFN w wadze piórkowej
- Oktagon MMA
  - 2021-2022: mistrz Oktagon MMA w wadze lekkiej
  - 2021: mistrz Oktagon MMA w wadze piórkowej

## Lista zawodowych walk w MMA
| Wynik     | Bilans | Przeciwnik (bilans przed walką) | Rozstrzygnięcie                             | Runda | Czas | Rozgrywki                                          | Data       | Miejsce             | Uwagi                                                                           |
| --------- | ------ | ------------------------------- | ------------------------------------------- | ----- | ---- | -------------------------------------------------- | ---------- | ------------------- | ------------------------------------------------------------------------------- |
| Wygrana   | 45-10  | Vladimír Lengál (8-5)           | Poddanie (duszenie zza pleców)              | 2     | 4:31 | Oktagon 72: Vémola vs. Végh 3                      | 14.06.2025 | Praga               |                                                                                 |
| Wygrana   | 44-10  | Hafeni Nafuka (10-1)            | TKO (ciosy pięściami)                       | 2     | 3:23 | Oktagon 63: Buchinger vs. Nafuka                   | 09.11.2024 | Bratysława          | Bonus za występ wieczoru. Main Event                                            |
| Przegrana | 43-10  | Lom-Ali Eskijew (21-7. 1NC)     | TKO (ciosy pięściami)                       | 1     | 4:10 | Oktagon 60: Buchinger vs. Eskiev                   | 07.09.2024 | Oberhausen          | Main Event                                                                      |
| Wygrana   | 43-9   | Łukasz Rajewski (13-9. 1NC)     | Poddanie (duszenie d'Arce)                  | 2     | 1:11 | Oktagon 59: Summer Party                           | 20.07.2024 | Bratysława          | Walka rezerwowa turnieju Tipsport Gamechanger 2 w wadze lekkiej.                |
| Wygrana   | 42-9   | Paulo Surian (18-2)             | TKO (ciosy pięściami)                       | 2     | 1:47 | PML 10                                             | 24.05.2024 | Nitra               |                                                                                 |
| Przegrana | 41-9   | Ronald Paradeiser (17-8)        | TKO (przerwanie przez lekarza)              | 3     | 5:00 | Oktagon 50: Keita vs. Samsonidse                   | 09.12.2023 | Ostrawa             | Pojedynek o wakujący pas mistrzowski Oktagon MMA w wadze lekkiej. Co-Main Event |
| Wygrana   | 41-8   | Jakub Dohnal (12-3)             | TKO (ciosy pięściami)                       | 2     | 4:47 | Oktagon 47: Česko vs. Slovensko                    | 07.10.2023 | Bratysława          | Co-Main Event                                                                   |
| Wygrana   | 40-8   | Abou Tounkara (9-4)             | TKO (ciosy pięściami)                       | 2     | 4:46 | Oktagon 45: Sanikidze vs. Keita                    | 29.07.2023 | Praga               |                                                                                 |
| Przegrana | 39-8   | Losene Keita (8-0)              | TKO (ciosy pięściami)                       | 1     | 3:00 | Oktagon 33: Buchinger vs. Keita                    | 04.06.2022 | Frankfurt nad Menem | Stracił pas mistrzowski Oktagon MMA w wadze lekkiej. Main Event                 |
| Wygrana   | 39-7   | Vojto Barborík (13-1)           | Decyzja (jednogłośna)                       | 5     | 5:00 | Oktagon 27: Buchinger vs. Barborík                 | 11.09.2021 | Bratysława          | Zdobył pas mistrzowski Oktagon MMA w wadze piórkowej. Main Event                |
| Wygrana   | 38-7   | Ronald Paradeiser (11-6)        | Poddanie (duszenie zza pleców)              | 1     | 2:29 | Oktagon 21: Paradeiser vs. Buchinger               | 30.01.2021 | Brno                | Zdobył pas mistrzowski Oktagon MMA w wadze lekkiej. Main Event                  |
| Przegrana | 37-7   | Salahdine Parnasse (12-0)       | Decyzja (jednogłośna)                       | 5     | 5:00 | KSW 52: Race                                       | 07.12.2019 | Gliwice             | Walka o pas mistrzowski KSW w wadze piórkowej.                                  |
| Wygrana   | 37-6   | Roman Gołowinow (9-2)           | Poddanie (duszenie zza pleców)              | 1     | 1:47 | Cage Fighting 7                                    | 26.10.2019 | Gyor                | Main Event                                                                      |
| Wygrana   | 36-6   | Aleksiej Oleinik (23-15)        | Poddanie                                    | 1     | 1:50 | Prague Fight Night                                 | 27.06.2019 | Praga               | Co-Main Event                                                                   |
| Wygrana   | 35-6   | Sergej Grečicho (26-10-1)       | Poddanie (duszenie brabo)                   | 4     | 4:11 | XFN 15: Marpo vs Rytmus                            | 27.12.2018 | Praga               | Zdobył pas mistrzowski XFN w wadze piórkowej. Co-Main Event                     |
| Wygrana   | 34-6   | Jaroslav Pokorný (14-6)         | Poddanie (duszenie brabo)                   | 2     | 0:27 | XFN 11: Back to the O2 Arena                       | 28.06.2018 | Praga               | Co-Main Event                                                                   |
| Wygrana   | 33-6   | Andriej Krasnikow (13-3)        | Poddanie (duszenie anakonda)                | 2     | 2:54 | M-1 Challenge 89: Buchinger vs. Krasnikov          | 10.03.2018 | Petersburg          | Main Event                                                                      |
| Przegrana | 32-6   | Chamzat Dalgijew (9-1)          | KO (ciosy pięściami)                        | 1     | 2:35 | M-1 Challenge 86: Battle in Nazran                 | 24.11.2017 | Nazrań              | Stracił pas mistrzowski M-1 w wadze piórkowej. Co-Main Event                    |
| Wygrana   | 32-5   | Timur Nagibin (13-2)            | Poddanie (duszenie zza pleców)              | 4     | 3:24 | M-1 Challenge 80: Battle in the Celestial Empire 2 | 15.06.2017 | Harbin              | Obronił pas mistrzowski M-1 w wadze piórkowej. Co-Main Event                    |
| Przegrana | 31-5   | Magomied Idrisow (6-1)          | KO (cios pięścią)                           | 1     | 3:25 | M-1 Challenge 73: Battle of Narts 3                | 09.12.2016 | Nazrań              | Main Event                                                                      |
| Wygrana   | 31-4   | Michaił Korobkow (12-1-1)       | Poddanie (duszenie północ-południe)         | 1     | 4:41 | M-1 Challenge 67: Battle in the Land of Fire       | 04.06.2016 | Baku                |                                                                                 |
| Wygrana   | 30-4   | Mansour Barnaoui (12-2)         | Decyzja (jednogłośna)                       | 5     | 5:00 | M-1 Challenge 62: Buchinger vs. Barnaoui           | 10.10.2015 | Soczi               | Obronił pas mistrzowski M-1 w wadze piórkowej.                                  |
| Wygrana   | 29-4   | Aliyar Sarkerov (16-2)          | TKO (ciosy pięściami)                       | 2     | 1:54 | M-1 Global: M-1 Challenge 56                       | 10.04.2015 | Moskwa              |                                                                                 |
| Wygrana   | 28-4   | Tural Ragimov (12-1)            | TKO (ciosy pięściami)                       | 4     | 4:34 | M-1 Challenge 52: Battle of Narts                  | 17.10.2014 | Nazrań              | Zdobył pas mistrzowski M-1 w wadze piórkowej.                                   |
| Wygrana   | 27-4   | Mikhail Malyutin (27-13)        | Decyzja (większościowa)                     | 3     | 5:00 | M-1 Challenge 50: Battle of Neva                   | 15.04.2013 | Petersburg          |                                                                                 |
| Wygrana   | 26-4   | Sergey Golyaev (23-10)          | Poddanie (duszenie zza pleców)              | 1     | 3:14 | M-1 Global: M-1 Challenge 47                       | 04.04.2014 | Orenburg            |                                                                                 |
| Wygrana   | 25-4   | Steven Ray (14-4)               | Poddanie (duszenie zza pleców)              | 4     | 3:43 | CWFC 63                                            | 31.12.2013 | Dublin              | Zdobył pas mistrzowski Cage Warriors w wadze lekkiej.                           |
| Wygrana   | 24-4   | Mick Sinclair (12-3)            | Poddanie (klucz na rękę)                    | 2     | 1:59 | CWFC 60                                            | 05.10.2013 | Londyn              |                                                                                 |
| Wygrana   | 23-4   | Dzhamal Magomedov (8-1)         | Poddanie (trójkąt z balachą)                | 3     | 1:42 | CWFC 58                                            | 24.08.2013 | Grozny              |                                                                                 |
| Wygrana   | 22-4   | Jason Ball (20-11)              | Decyzja (jednogłośna)                       | 3     | 5:00 | CWFC 54                                            | 04.05.2013 | Cardiff             |                                                                                 |
| Przegrana | 21-4   | Conor McGregor (11-2)           | KO (ciosy pięściami)                        | 1     | 3:40 | CWFC 51                                            | 31.12.2012 | Dublin              | Walka o pas mistrzowski Cage Warriors w wadze lekkiej. Main Event               |
| Wygrana   | 21-3   | Tamas Ladi (0-1)                | TKO (ciosy pięściami)                       | 1     | 1:38 | KFG - Kyokushin Fighters Gala                      | 09.06.2012 | ?                   |                                                                                 |
| Wygrana   | 20-3   | Diego Gonzalez (15-6)           | TKO (ciosy pięściami)                       | 2     | 1:30 | CWFC - Fight Night 6                               | 24.05.2012 | Madinat Isa         |                                                                                 |
| Wygrana   | 19-3   | Ioan Maftei (2-1)               | Poddanie (duszenie gilotynowe)              | 1     | 0:45 | HG - Heroes Gate 7                                 | 19.04.2012 | Praga               |                                                                                 |
| Przegrana | 18-3   | Anton Kuivanen (16-4)           | Decyzja (jednogłośna)                       | 3     | 5:00 | Cage 15: Powered by Reezig                         | 29.04.2011 | Espoo               | Pojedynek o pas mistrzowski Cage w wadze lekkiej.                               |
| Wygrana   | 18-2   | Maratbek Kalabekov (14-3)       | Decyzja (jednogłośna)                       | 3     | 5:00 | HG - Heroes Gate 3                                 | 24.03.2011 | Praga               |                                                                                 |
| Wygrana   | 17-2   | Jarkko Latomaki (16-6)          | Poddanie (duszenie zza pleców)              | 1     | 3:23 | Cage 14 - All Stars                                | 20.11.2010 | Espoo               |                                                                                 |
| Wygrana   | 16-2   | Magomedrasul Khasbulaev (9-3)   | Poddanie (duszenie zza pleców)              | 2     | 4:09 | HG - Heroes Gate 2                                 | 21.10.2010 | Praga               |                                                                                 |
| Wygrana   | 15-2   | Szymon Walaszek (1-2)           | Poddanie (dźwignia prosta na staw łokciowy) | 1     | ?    | DG - Den Gladiatora 9                              | 02.10.2010 | Trenczyn            |                                                                                 |
| Wygrana   | 14-2   | Gabor Gorbics (1-2)             | Poddanie (dźwignia prosta na staw łokciowy) | 1     | 3:01 | PK - Panhungaria Kupa                              | 19.06.2010 | Budapeszt           |                                                                                 |
| Wygrana   | 13-2   | Daniel Kmegy (2-0)              | Poddanie (odwrotne duszenie trójkątne)      | 1     | 3:30 | PK - Panhungaria Kupa                              | 19.06.2010 | Budapeszt           |                                                                                 |
| Przegrana | 12-2   | Sergey Golyaev (16-7)           | KO (cios pięścią)                           | 1     | 0:20 | APF - Azerbaijan vs. Europe                        | 22.05.2010 | Baku                |                                                                                 |
| Przegrana | 12-1   | Akira Corassani (6-2)           | Decyzja (jednogłośna)                       | 3     | 5:00 | BOB 2 - Battle of Botnia                           | 12.12.2009 | Umeå                |                                                                                 |
| Wygrana   | 12-0   | Zvonimir Brala (2-0)            | KO (ciosy pięściami)                        | 1     | 0:53 | NOF - Night Of Fights 1                            | 31.10.2009 | Nitra               |                                                                                 |
| Wygrana   | 11-0   | Jetmir Emruli (0-1)             | Poddanie (duszenie zza pleców)              | 1     | 0:32 | KOTR - Return of Gladiators                        | 16.10.2009 | Brno                |                                                                                 |
| Wygrana   | 10-0   | Vladimir Zenin (12-3)           | Decyzja (większościowa)                     | 3     | 5:00 | HC 4 - Hell Cage 4                                 | 20.09.2009 | Praga               |                                                                                 |
| Wygrana   | 9-0    | Michal Elsner (1-2)             | Poddanie (duszenie zza pleców)              | 1     | 1:30 | FSC 3 - Fight Stage Championship 3                 | 30.04.2009 | Koszyce             |                                                                                 |
| Wygrana   | 8-0    | Ric Schreiter (8-2)             | TKO (ciosy pięściami)                       | 1     | 1:26 | FFC - On Tour                                      | 25.04.2009 | Jena                |                                                                                 |
| Wygrana   | 7-0    | Jesse-Bjorn Buckler (10-10)     | Poddanie (dźwignia prosta na staw łokciowy) | ?     | ?    | FCB 13 - Fight Club Berlin 13                      | 05.04.2009 | Berlin              |                                                                                 |
| Wygrana   | 6-0    | Rasmus Bendtsen (3-1)           | TKO (ciosy pięściami)                       | 2     | 2:05 | HC 3 - Hell Cage 3                                 | 29.03.2009 | Praga               |                                                                                 |
| Wygrana   | 5-0    | Laszlo Forro (1-2)              | Poddanie (duszenie zza pleców)              | ?     | ?    | VT - Vendetta                                      | 15.03.2009 | Csongrád            |                                                                                 |
| Wygrana   | 4-0    | Radek Vermirovsky (1-1)         | Poddanie (duszenie zza pleców)              | 1     | ?    | FSC 2 - Fight Stage Championship 2                 | 10.11.2008 | Bratysława          |                                                                                 |
| Wygrana   | 3-0    | Majrbiek Tajsumow (4-0)         | Poddanie (duszenie bulldog)                 | 2     | 3:12 | HC 2 - Hell Cage 2                                 | 19.10.2008 | Praga               |                                                                                 |
| Wygrana   | 2-0    | Istvan Racz (0-0)               | TKO (ciosy pięściami)                       | 1     | 3:04 | TFC - TotalFight                                   | 20.08.2008 | Peszt               |                                                                                 |
| Wygrana   | 1-0    | Ivan Rodriguez Gutierrez (1-5)  | ?                                           | ?     | ?    | FSC 1 - Fight Stage Championship 1                 | 02.06.2008 | Koszyce             |                                                                                 |

## Lista walk w boksie wystawowym
| Wynik     | Bilans | Przeciwnik (bilans przed walką) | Rozstrzygnięcie          | Runda | Czas | Rozgrywki | Data       | Miejsce | Uwagi                                  |
| --------- | ------ | ------------------------------- | ------------------------ | ----- | ---- | --------- | ---------- | ------- | -------------------------------------- |
| Przegrana | 0-1    | Tomáš Deák                      | Decyzja (niejednogłośna) | 3     | 3:00 | FNC 9     | 19.04.2025 | Praga   | Debiut w boksie. Walka w wadze lekkiej |